# Santa Marta (Maceda)
Santa Marta es un lugar español situado en la parroquia de Tioira, del municipio de Maceda, en la provincia de Orense, Galicia.

## Demografía
| Gráfica de evolución demográfica de Santa Marta entre 2000 y 2022 |
|                                                                   |
| Datos según el nomenclátor publicado por el INE.                  |